# Plattenbalken
Ein Plattenbalken (engl. T-beam) ist ein Tragelement im Stahl- und Stahlbetonbau (Massivbau). Er besteht aus einer Platte mit Gurt(en) und Stegen. Je nach Einsatzgebiet variieren Material, Steghöhe des Balkens und Anzahl der Gurte.

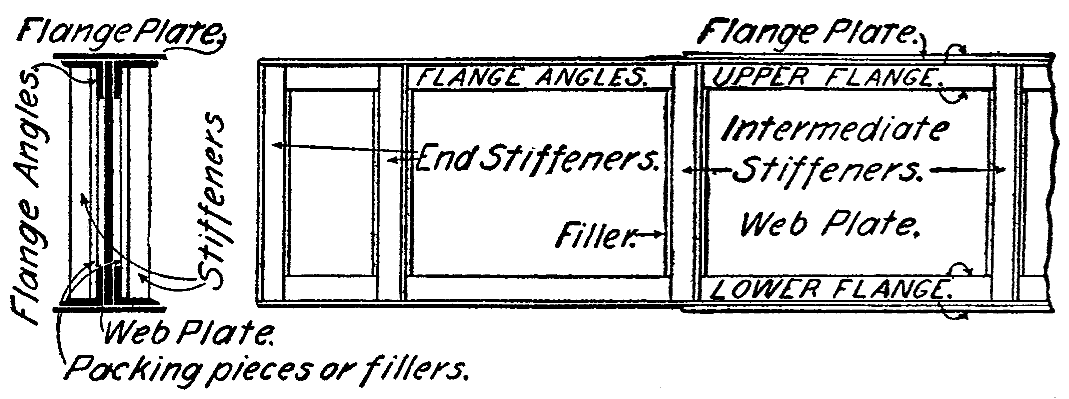
ɪ-förmiger Plattenbalken im Querschnitt und Profil; der Steg ist zusätzlich mit vertikalen Versteifungen versehen

Die Form des Querschnitts eines Plattenbalkens wird für die nähere Typunterteilung herangezogen. ɪ-träger für den Brückenbau werden häufig aus einzelnen Stahlplatten zusammengeschweißt, wobei der oft hohe Steg das Erscheinungsbild als Platte bestimmt. T-Träger finden in vielen Baubereichen Anwendung, hier kann der obere Gurt wesentlich breiter ausfallen, als der Steg. Ein aus zwei T-Trägern zusammengesetzter Balken erinnert an den griechischen Buchstaben π und wird daher auch Pi-Träger genannt (engl. double tee oder double T-beam). Plattenbalken-Konstruktionen wurden und werden für viele Deckengeschosse und Brücken verwendet.

## Geschichte
In Europa wurde 1892 (nach anderen Quellen 1888) vom französischen Bauingenieur François Hennebique für den Häuser- und Hallenbau ein System entwickelt, das zur Herstellung von weitgespannten Decken eingesetzt wurde. Die Grundlage bildeten T-förmigen Elemente, die als Plattenbalken bezeichnet wurden.

## System Hennebique

Querschnitt eines zweistegigen Plattenbalkens mit Bewehrungsstahl

Ein Plattenbalken nach Hennebique besteht aus einer Platte mit unterzogenem Steg bzw. Stegen, die fest (zug- und schubfest) miteinander verbunden sind. Verschiedene Typen mit spezifischer Armierung wurden trotz Ablehnung eines Patentantrags zum Erfolg. Sie wurden als Decken im Geschossbau systematisch eingesetzt und waren nach dem Baukastenprinzip für beliebig große Decken kombinierbar.
Verallgemeinernd kann jeder Unterzug, der durchgehend kraftschlüssig mit einer Stahlbetondecke verbunden ist, im Verbund mit der Decke als Plattenbalken angesehen werden, wie ihn Hennebique beschrieb.

## Tragverhalten
Ein Plattenbalken auf zwei Stützen wird im Wesentlichen auf Biegung belastet. Dabei entsteht im Feld ein positives Biegemoment, das oben in der Platte Druckspannungen und unten in den Balken Zugspannungen erzeugt.
Die Druckspannungen werden vom Beton der großen Plattenquerschnittsfläche aufgenommen, die Zugspannungen von der Bewehrung im unteren Teil des Balkens (Stegs). Da der Bewehrungsstahl eine sehr hohe Zugfestigkeit aufweist, können die Stege schmal gehalten werden, wodurch sich im Vergleich zu durchgehenden Deckenplatten eine bedeutende Betonmenge (zwischen den Stegen) einsparen lässt.
Bei einem Plattenbalken auf drei oder mehreren Stützen (Durchlaufträger) entsteht über den Zwischenstützen ein negatives Biegemoment, das im Bereich der Platte Zugspannungen und in den Stegen Druckspannungen erzeugt. Hier sind besondere konstruktive Maßnahmen erforderlich. Im oberen Bereich der Stege und in der Platte kann eine verstärkte Bewehrung vorgesehen werden. Um die Druckzone in den Stegen zu vergrößern werden diese im Bereich des negativen Moments oft verbreitert und/oder erhöht, etwa in Form von Vouten.

## Bemessung
Je nach Breite der Platte kann nicht immer angenommen werden, dass die volle Plattenbreite beim Lastabtrag mitwirkt. Für die Bemessung eines Plattenbalkens ist die sogenannte „mitwirkende Plattenbreite“ entscheidend. Sie ist unter anderem von der Stützweite abhängig.
Im einfachsten Fall (wenn die Druckzone vollständig in der Platte liegt) kann ein Plattenbalken wie ein einzelner Balken behandelt werden.
Liegt die Druckzone nicht nur in der Platte, sondern erstreckt sich bis in den Steg hinein, benötigt man für die Berechnung des Hebelarms eine weitere Zwischenrechnung.